# Ferrovia Siliqua-San Giovanni Suergiu-Calasetta
La ferrovia Siliqua – San Giovanni Suergiu – Calasetta era una linea ferroviaria a scartamento ridotto situata in Sardegna.
Soprannominata anche ferrovia del Sulcis, fu realizzata negli anni venti del Novecento dalle Ferrovie Meridionali Sarde, e sino al 1974 collegò l'isola di Sant'Antioco e il basso Sulcis con Siliqua e la rete delle Ferrovie dello Stato, garantendo quindi la possibilità di trasporto per persone e merci su rotaia nel territorio e verso il cagliaritano. Una linea che si diramava da San Giovanni Suergiu permetteva inoltre di raggiungere anche l'alto Sulcis e l'Iglesiente, tra cui le città di Iglesias e Carbonia, anch'esse punti d'interscambio con le linee FS.

## Storia

L'area ferroviaria di Siliqua nei primi anni di esercizio delle FMS: sulla destra la stazione delle Meridionali Sarde, a sinistra quella delle FS, ancora attiva

Le origini della ferrovia del Sulcis risalgono agli anni dieci del Novecento, quando, sulla spinta delle popolazioni sulcitane, venne decisa la realizzazione di un collegamento ferroviario per questo territorio. Furono due i progetti presentati: uno della ditta Vanini, che prevedeva il collegamento tra Cagliari e Calasetta interamente a scartamento ridotto, passando per Capoterra e Santadi sfruttando anche i tracciati delle già esistenti linee industriali San Leone - La Maddalena e Pantaleo - Portobotte. L'altro progetto, della ditta Cugnasca, prevedeva il collegamento del territorio con Cagliari tramite trasbordo con le FS a Siliqua. La scelta del tracciato cadde su quest'ultima soluzione, ma i lavori per la costruzione della Siliqua - Palmas Suergiu - Calasetta poterono iniziare solo nel 1923 una volta terminata la prima guerra mondiale e stabilizzatasi la situazione economica. La concessione della linea fu data alla Ferrovie Meridionali Sarde, società nata nel 1915 appositamente per la costruzione e l'esercizio della ferrovia del Sulcis. I lavori, appaltatati alla ditta Durando e Tomassini, ebbero inizio nel 1923 per poi concludersi nell'aprile 1926, con cinque mesi d'anticipo rispetto alla consegna stabilita. L'intera rete FMS, comprendente anche una linea di 30 km che a Palmas Suergiu si staccava dalla Siliqua - Calasetta per terminare a Iglesias (ferrovia prevista sia dal progetto Vanini che dal progetto Cugnasca), fu inaugurata il 13 maggio 1926. L'avvio del regolare esercizio avvenne il 23 maggio dello stesso anno.

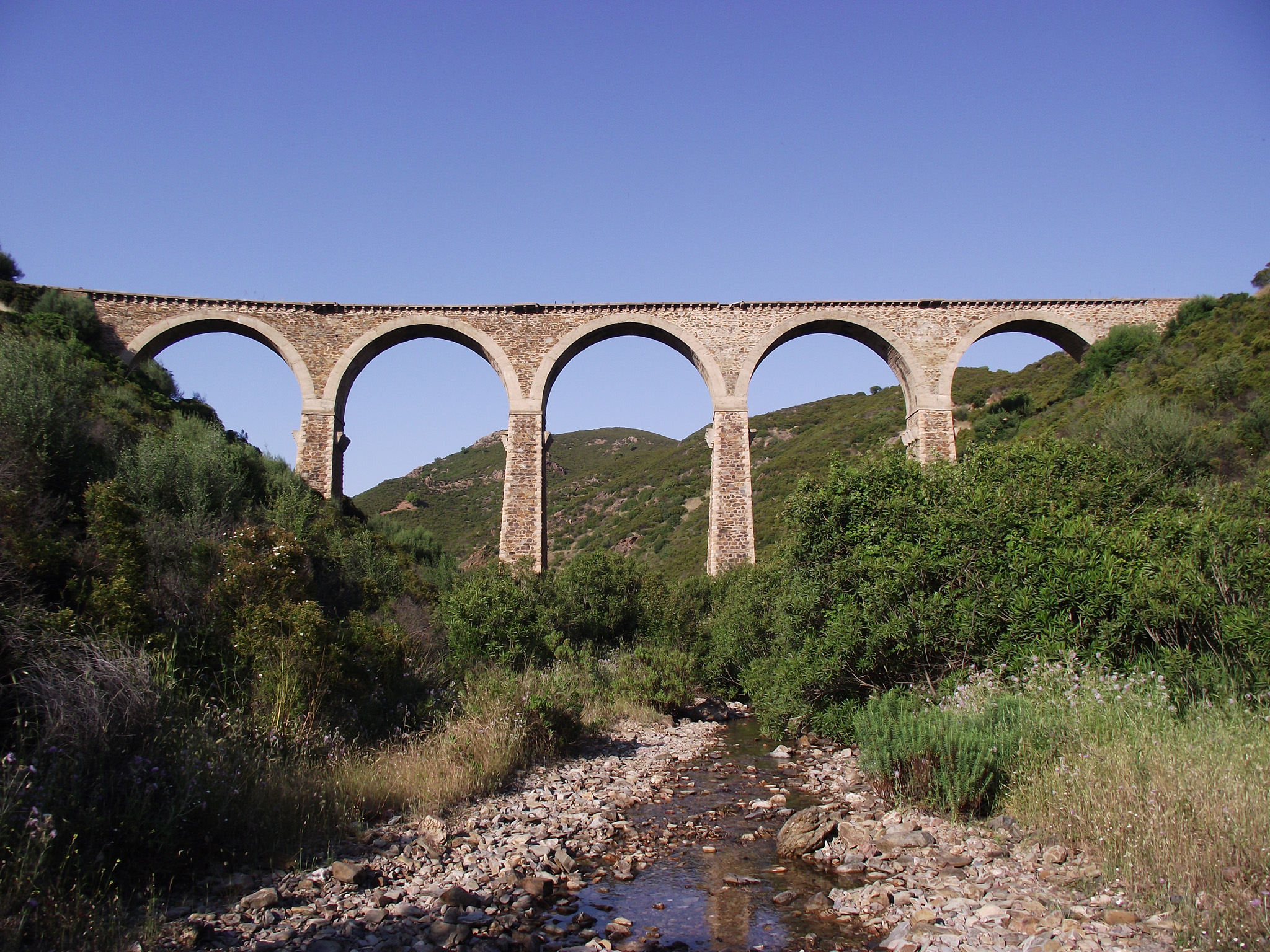
Il viadotto sul rio Fundus, nei pressi di Terrubia, è una delle più importanti opere d'arte realizzate lungo la linea

Da sottolineare come in fase progettuale e nel primo periodo di esercizio fu tenuta in considerazione l'ipotesi di mettere in atto in parte il progetto Vanini, diramando dalla stazione di Santadi una linea che raggiungesse Cagliari con un collegamento interamente a scartamento ridotto. Inoltre ancor prima che la ferrovia fosse completata già si parlò della possibilità di collegare Siliqua con Villacidro (e quindi con la ferrovia che da qui partiva per Isili e Ales), creando di fatto un unico tronco ferroviario a scartamento ridotto tra Calasetta e il Sarcidano e la rete meridionale delle Ferrovie Complementari della Sardegna. Tale proposta fu inoltre inserita nel Regio Decreto 2038 del 28 novembre 1926 in materia di Approvazione del programma per le nuove concessioni ferroviarie in Sardegna, ma così come per la Santadi - Cagliari tali collegamenti rimasero solo sulla carta.
Negli anni trenta sulla linea ci fu da registrare l'introduzione di quattro automotrici diesel ALn 200 di produzione Fiat, la quale all'epoca era uno degli azionisti delle FMS.
In quegli stessi anni l'incremento dell'attività mineraria nel territorio sulcitano, in particolare per quanto concerne l'estrazione di carbone dalle miniere della neonata città di Carbonia, portò le FMS a raddoppiare il binario tra questo centro (posto sulla linea per Iglesias) e il porto di Sant'Antioco, che era stato ampliato a spese delle stesse FMS a partire dal 1929 e che fu ulteriormente potenziato nella seconda metà degli anni trenta.

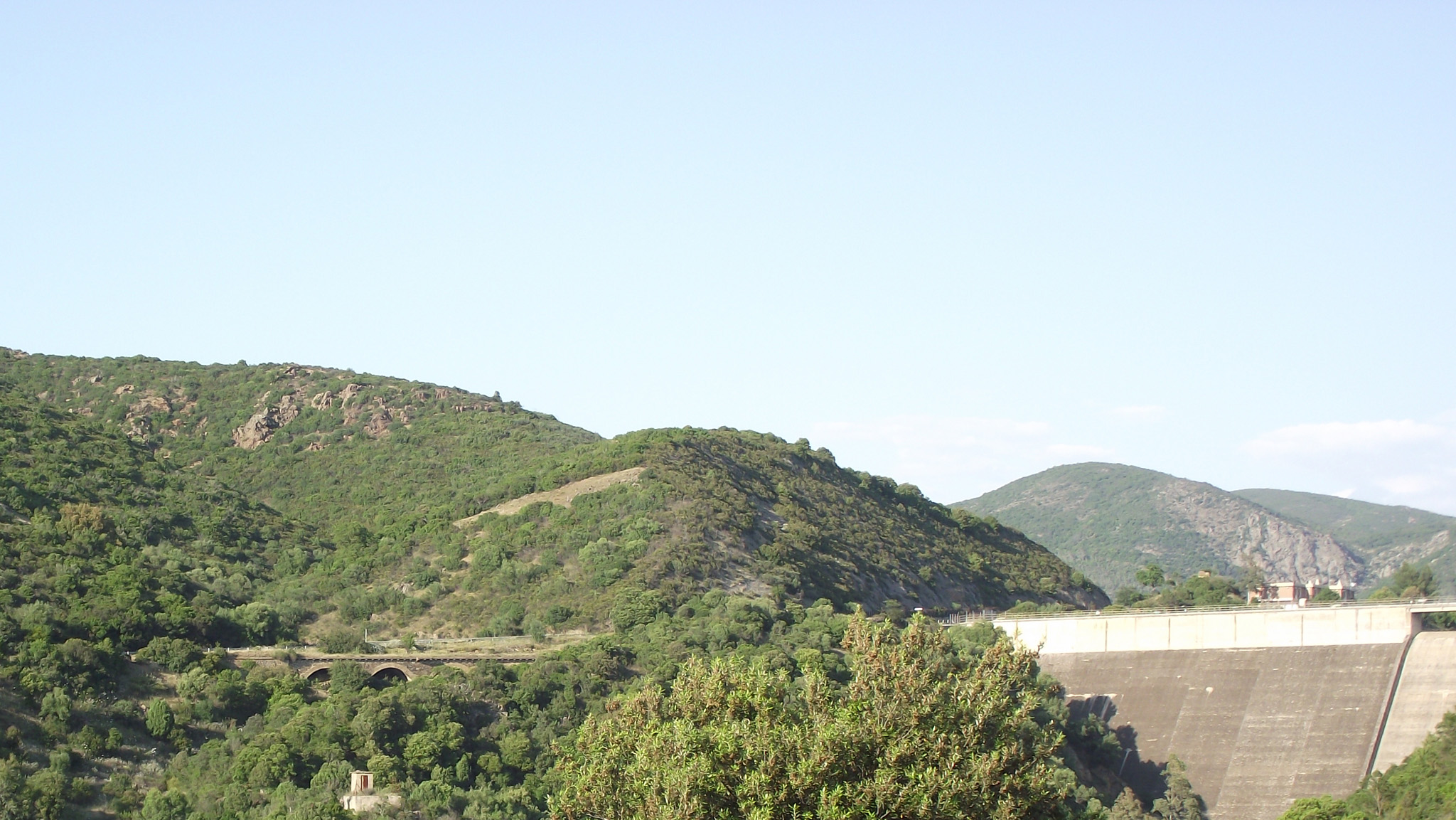
Il ponte ferroviario di Bau Pressiu, tra Campanasissa e Terrubia, interrotto dalla diga dell'omonimo lago artificiale. La realizzazione dell'invaso fu la causa della chiusura nel 1968 del tronco Siliqua - Narcao.

Dal 7 febbraio 1940 il tronco Carbonia FMS - Sant'Antioco Ponti (via Palmas Suergiu) fu quindi esercito a doppio binario, si trattò del primo caso in Sardegna di tronco ferroviario a doppio binario oltre che della prima porzione di ferrovia a scartamento ridotto in Italia con questa caratteristica.
Durante la seconda guerra mondiale la ferrovia, pur dovendo rinunciare all'utilizzo delle automotrici diesel Fiat entrate in servizio a metà degli anni trenta, restò sempre attiva. Nel dopoguerra, nell'ambito di un programma di aggiornamento della rete ferroviaria sarda, anche la ferrovia fu sottoposta a lavori di ammodernamento, seppur principalmente tra San Giovanni Suergiu e Calasetta. All'epoca fu riportata avanti la proposta del collegamento della linea con Villacidro, ma la chiusura della Isili - Villacidro pochi anni dopo troncò definitivamente tale proposito, così come non andò oltre la fase propositiva la possibile conversione a scartamento ordinario della ferrovia e della diramazione per Iglesias o l'apposizione di una terza rotaia sulla direttrice FS del Sulcis-Iglesiente.

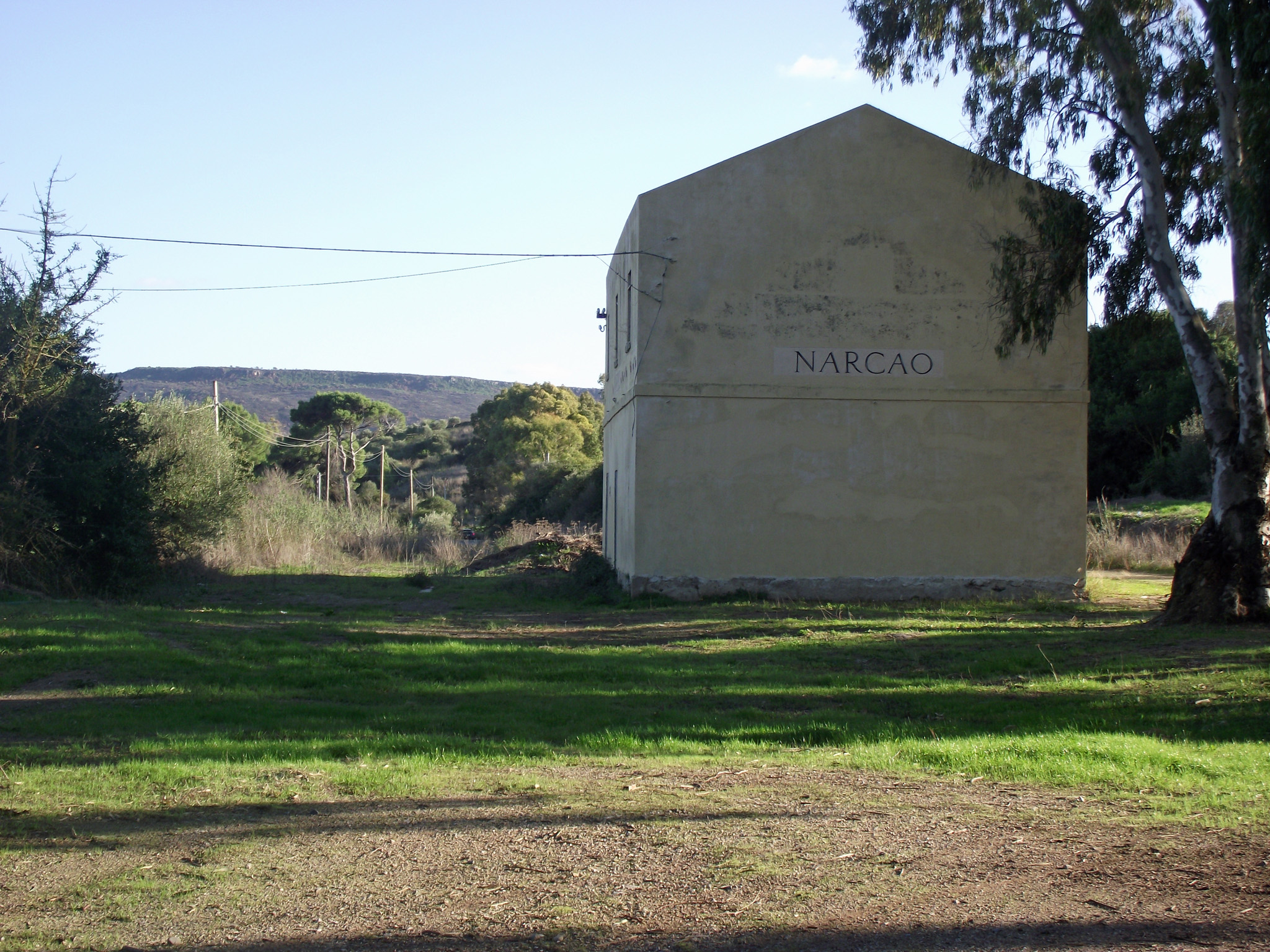
I resti della ex stazione di Narcao. L'impianto fu il capolinea orientale della ferrovia dal 1968 al 1974

La situazione economica dell'epoca portò invece le FMS ad essere commissariate e trasformate in una gestione commissariale governativa nel 1955. Negli anni sessanta furono immesse in servizio sulla linea nuove automotrici (in servizio dal 14 agosto 1960), mentre in quegli stessi anni fu riconvertito all'esercizio a binario singolo il tronco tra Sant'Antioco Ponti, San Giovanni Suergiu e Carbonia. Sempre in questo decennio iniziarono a circolare le prime voci di una possibile chiusura delle linee sulcitane, fatto che portò alla mobilitazione delle autorità della zona.
Tali timori si rivelarono fondati: nel 1968, a causa della costruzione della diga di Bau Pressiu, venne chiusa la tratta da Siliqua a Narcao, sostituita da autolinee il 13 luglio di quello stesso anno, fatto che compromise i collegamenti ferroviari con la rete FS e quindi con Cagliari per gli utenti del basso Sulcis. Questa interruzione del servizio sarebbe dovuta essere solo temporanea, nel frattempo fu predisposto il progetto per una breve variante al tracciato che permettesse alla linea di aggirare a monte il nuovo invaso. Tuttavia la realizzazione della variante non andò oltre la fase progettuale, e la chiusura della Siliqua - Narcao sancì l'inizio della dismissione dell'intera rete FMS.

Automotrice ADe serie 300 in sosta presso la fermata di Tratalias negli anni sessanta.

La Narcao - Calasetta infatti proseguì l'attività ancora per 6 anni: nel febbraio 1974 la direzione delle FMS sancì la cessazione del servizio ferroviario sia per la linea che per la San Giovanni Suergiu - Monteponi.
Dinanzi alle proteste dell'utenza il provvedimento fu ritirato pochi giorni dopo, ma la chiusura della rete FMS fu rinviata solo di pochi mesi: il 1º settembre 1974 la linea, insieme alla San Giovanni Suergiu - Monteponi, fu chiusa definitivamente.

Treno composto da automotrici ADe e rimorchiate RPe presso la cantoniera di Corru Longu, tra Santa Caterina e Sant'Antioco Ponti, nella porzione di linea destinata alla mai eseguita riconversione a scartamento ordinario.

Dalla chiusura della ferrovia sino al 2008 la relazione venne coperta tramite autolinee sostitutive, a cura delle stesse FMS, diventate principale gestore del trasporto pubblico su gomma nella zona. Dal 2008 le FMS sono state assorbite dall'ARST, che ha rilevato anche la gestione delle autolinee sostitutive, sebbene per esse sia stata rimossa la classificazione e la tariffazione di servizio sostitutivo ferroviario che le caratterizzava durante la gestione FMS.
Per una porzione della linea, quella compresa tra Sant'Antioco e San Giovanni Suergiu e da qui sino a Carbonia (sulla linea per Iglesias), era stata prevista dalla legge 309 del 16 luglio 1974 la riconversione a scartamento ordinario e la connessione con la Villamassargia - Carbonia delle FS. Tuttavia i fondi furono utilizzati per i servizi automobilistici delle FMS e la trasformazione della Carbonia - Sant'Antioco a scartamento da 1435 mm non fu mai realizzata. La legge che prevedeva questa trasformazione fu in seguito abrogata il 21 dicembre 2008 in seguito alla legge 133 del 6 agosto dello stesso anno in materia di semplificazione normativa.
La linea fu interamente smantellata negli anni successivi alla chiusura, ma le stazioni e i ponti sono tuttora presenti e in certi casi in un discreto stato di conservazione, mentre altre opere, come le cantoniere e le stazioni minori, dimostrano decenni di abbandono. Per parte del percorso della ferrovia nel 2014 è stata avviata la riconversione in pista ciclabile, in particolare nel tratto tra San Giovanni Suergiu e Sant'Antioco e nel territorio comunale di Tratalias. Nel luglio 2020 è stato ultimato il percorso ciclopedonale di circa 16 km che collega Carbonia a Sant'Antioco, sfruttando quasi totalmente il tracciato ferroviario dismesso nel 1974.

## Caratteristiche

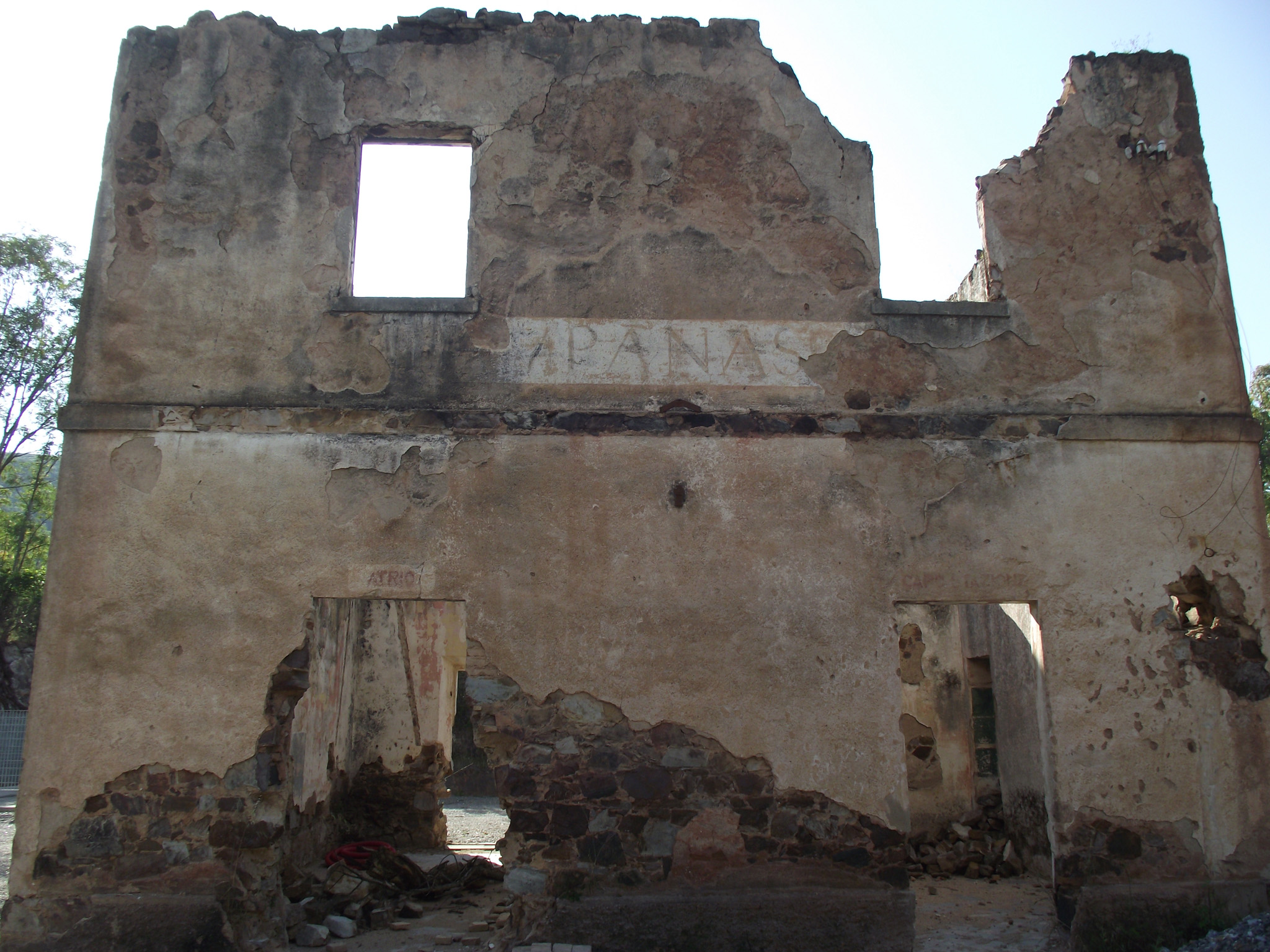
I resti del fabbricato viaggiatori della stazione di Campanasissa. Questo scalo era stato realizzato nel culmine della linea.

La linea si estendeva per quasi 80 km di binari, di cui poco più di 7 tra il 1940 e il 1963 a doppio binario. La linea non era elettrificata.
Dal punto di vista altimetrico la linea si poteva idealmente dividere in due parti: il tronco tra Siliqua e Terrubia era il più difficoltoso per i treni, costretti a superare pendenze che raggiungevano punte del 25‰, estremo toccato tra la stazione di Siliqua e quella di Campanasissa. Proprio in questo scalo, posto nell'omonimo valico, si trovava il culmine della linea, posto a quota 290 m s.l.m.. Nella restante parte della linea le pendenze non superavano il 5‰, viaggiando in buona parte in pianura verso l'isola di Sant'Antioco, in cui la linea per un buon tratto scorreva un paio di metri sopra il livello del vicino mare.
Per quanto riguarda l'armamento le rotaie originarie erano di tipo Vignoles da 23 kg/m attaccate a traverse in legno. Nel tronco tra San Giovanni Suergiu e Calasetta nel dopoguerra l'armamento fu potenziato con rotaie da 27,3 kg/m.

### In cifre
- Lunghezza: 79,322 km in totale tra Siliqua e Calasetta[32]
- Pendenze massime[27][31].
  - 25‰ Siliqua - Campanasissa
  - 5‰ Terrubia - Giba, Sant'Antioco - Cussorgia
  - 3‰ Santa Caterina - Sant'Antioco Ponti
- Raggio minimo di curvatura: 100 m[32]

### Percorso
|  | Continuation backward |

|  | Station on track | Unknown route-map component "exKBHFa" |  |  |

|  | Unknown route-map component "hKRZWae" | Unknown route-map component "exhKRZWae" |  |  |

| Unknown route-map component "CONTgq" | One way rightward | Unknown route-map component "exSTR" |  |  |

| Unknown route-map component "exBHF" |

| Unknown route-map component "exHST" |

| Unknown route-map component "exhKRZWae" |

| Unknown route-map component "exBHF" |

| Unknown route-map component "exHST" |

| Unknown route-map component "exBHF" |

| Unknown route-map component "exhKRZWae" |

| Unknown route-map component "exHST" |

| Unknown route-map component "exBHF" |

| Unknown route-map component "exKRZo" |

| Unknown route-map component "exhKRZWae" |

| Unknown route-map component "exHST" |

| Unknown route-map component "exhKRZWae" |

| Unknown route-map component "exBHF" |

| Unknown route-map component "exHST" |

| Unknown route-map component "exKRZo" |

| Unknown route-map component "exhKRZWae" |

| Unknown route-map component "exHST" |

|  | Unknown route-map component "exCONTgq" | Unknown route-map component "exABZg+r" |  |  |

| Unknown route-map component "exBHF" |

|  | Unknown route-map component "exKDSTaq" | + Unknown route-map component "exABZgl+l" + Unknown route-map component "exABZgr" | + Unknown route-map component "exKDSTeq" |  |

| Unknown route-map component "exHST" |

|  | Unknown route-map component "exKDSTaq" | Unknown route-map component "exABZgr" |  |  |

| Unknown route-map component "exhKRZWae" |

| Unknown route-map component "exBHF" |

|  | Unknown route-map component "exSTR+l" | Unknown route-map component "exABZgr" |  |  |

| Unknown route-map component "exSTR" | Unknown route-map component "exBHF" |  |

|  | Unknown route-map component "exENDEe" | Unknown route-map component "exSTR" |  |  |

| Unknown route-map component "exhKRZWae" |

| Unknown route-map component "exHST" |

| Unknown route-map component "exhKRZWae" |

| Unknown route-map component "exhKRZWae" |

|  | Unknown route-map component "exSTR+l" | Unknown route-map component "exABZgr" |  |  |

|  | Unknown route-map component "exSTR" | Unknown route-map component "exKBHFe" |  |  |

|  | Unknown route-map component "exENDEe" |

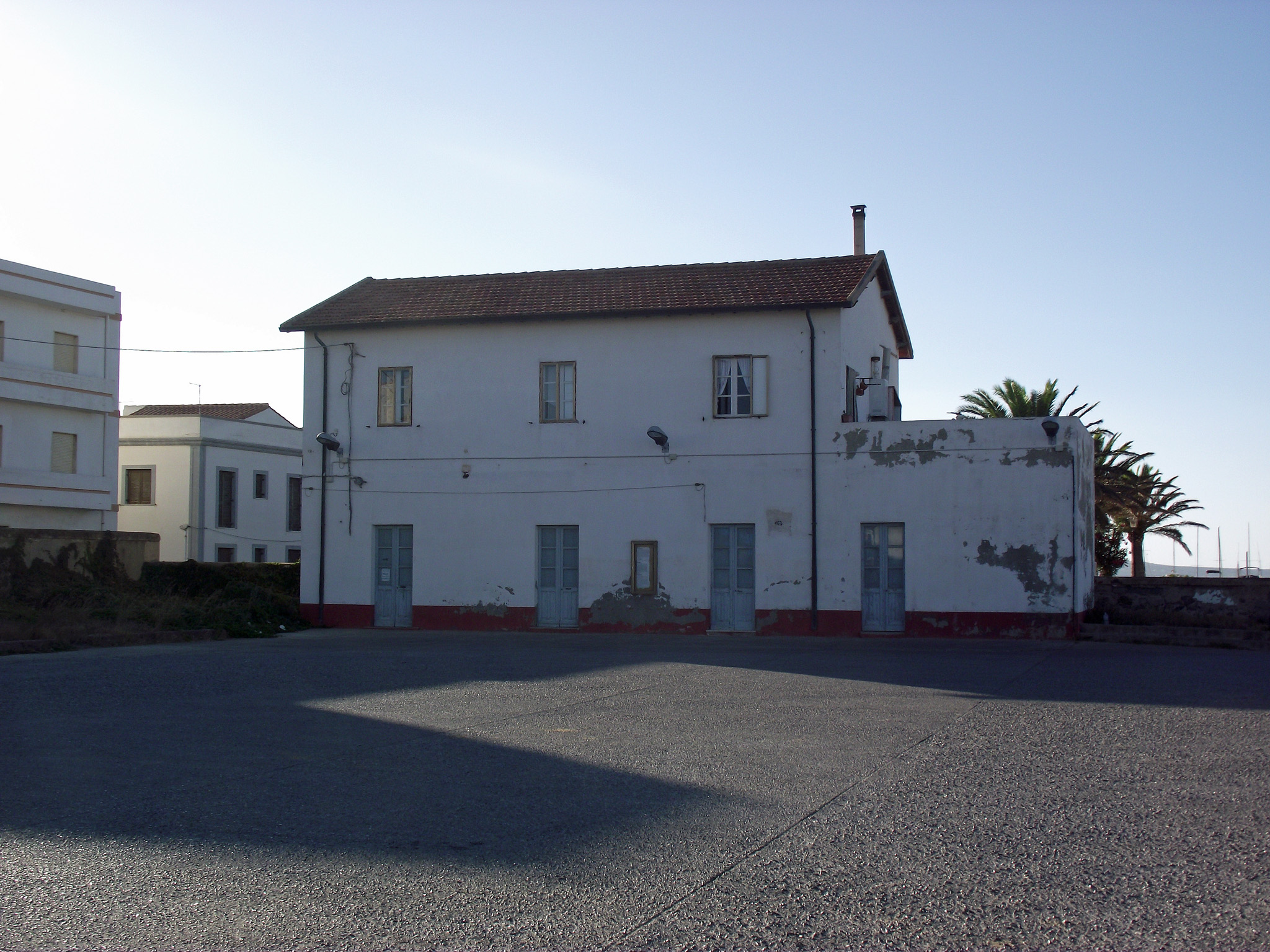
Vista dall'ex piazzale binari della stazione di testa di Calasetta nel 2012. L'ex capolinea si trova nei pressi del porto dell'omonimo comune

Il percorso della ferrovia (di circa 80 km) aveva origine dalla stazione FMS di Siliqua, situata di fronte a quella delle FS, dopodiché procedeva verso sud, attraversando, anche grazie a ponti, terrapieni, tratti in trincea e una galleria i rilievi che conducono verso il Sulcis tramite il valico di Campanasissa, nella cui omonima stazione si raggiungeva l'altitudine massima della ferrovia. Da qui in poi la linea iniziava la sua lunga e dolce discesa verso il mare, e virando verso ovest giungeva a Terrubia e Narcao, anche in questo tratto grazie anche a varie opere d'arte, tra cui il viadotto sul rio Fundus, il ponte più alto tra quelli realizzati nella rete FMS. Da Narcao la linea continuava verso sud verso Santadi (dove incrociava la ferrovia privata Santadi - Portobotte), Piscinas e Giba, per poi risalire verso Tratalias (non prima di aver sovrappassato una seconda volta la Santadi - Portobotte nei pressi dell'area dove in seguito fu costruita la diga di Monte Pranu). Proseguendo verso ovest il tracciato giungeva alla stazione del comune di Palmas Suergiu, divenuto nel dopoguerra l'odierna San Giovanni Suergiu. Questo impianto era lo scalo di diramazione delle FMS, visto che da qui aveva origine la linea per Iglesias. Lasciata San Giovanni Suergiu il tracciato costeggiava la SS 126, raggiungendo prima la fermata di Santa Caterina (dai cui scambi si aveva accesso al fascio binari posto nell'omonima centrale elettrica), e successivamente la stazione in località Ponti a Sant'Antioco, sita nel porto di quest'ultimo abitato. Da qui la ferrovia giungeva nell'isola di Sant'Antioco, raggiungendo la stazione dell'omonimo centro, da cui poi i binari si estendevano lungo la costa nord est dell'isola. Dopo la fermata nella frazione balneare di Cussorgia, la linea terminava infine nel lungomare di Calasetta, con la stazione capolinea situata a pochi metri dal porto.

## Mezzi di trazione utilizzati

### Trazione a vapore
Lungo la Siliqua - San Giovanni Suergiu - Calasetta vennero impiegate varie tipologie di locomotive a vapore, sia per il servizio merci che per il trasporto dei passeggeri, anche se per quest'ultima tipologia di servizio col tempo vennero usate in prevalenza automotrici.

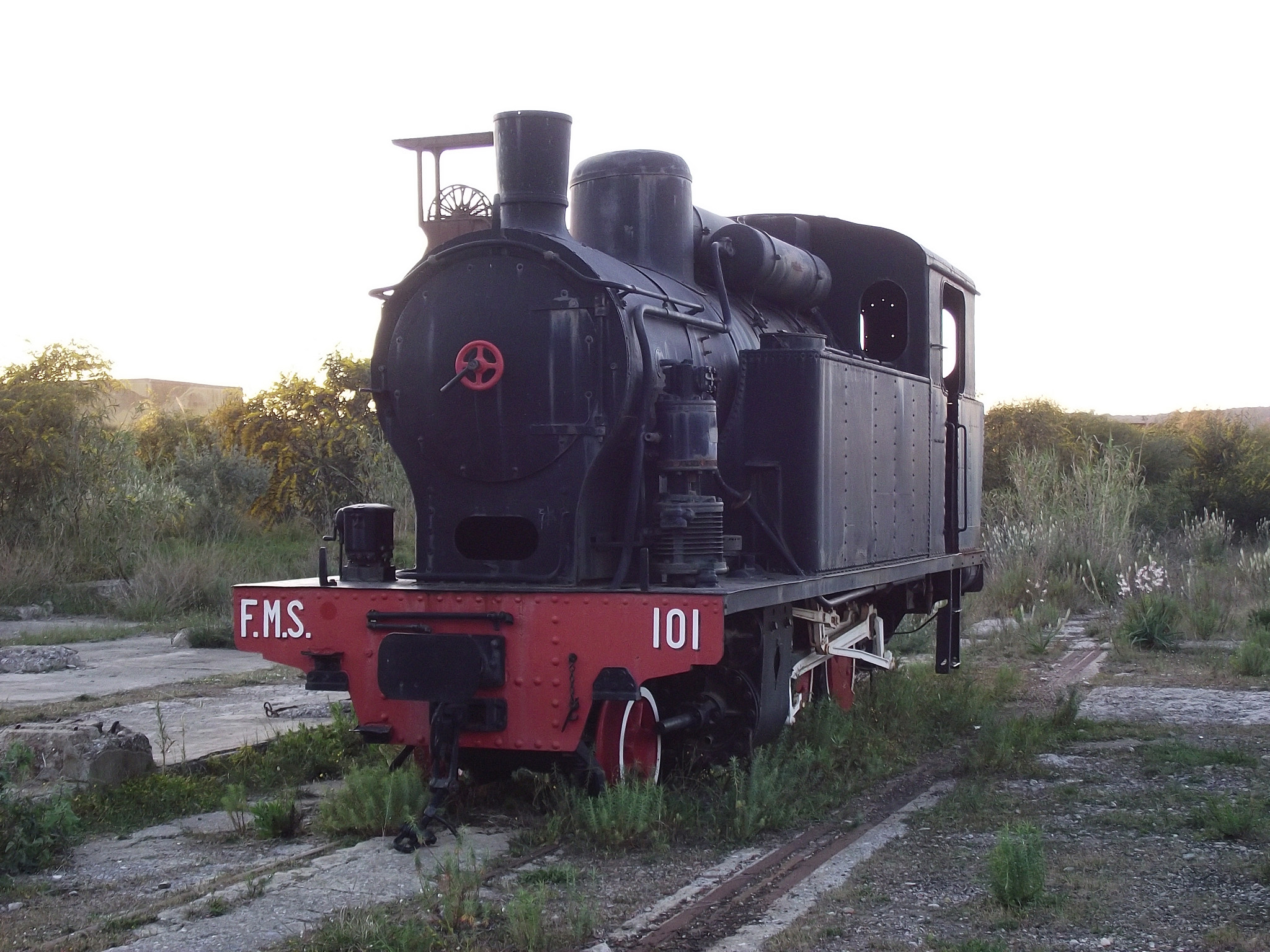
La Breda numero 101, uno degli 8 esemplari del gruppo utilizzato nel primo decennio di attività della linea. Insieme alla numero 106 è l'unico esemplare di locomotiva FMS sopravvissuto alla demolizione

Quando la linea fu aperta al traffico nel 1926 le FMS avevano a disposizione 8 nuove locomotive Breda che furono immesse in esercizio coi numeri progressivi compresi tra 101 a 108. Questi locotender espletarono sia il servizio merci che quello passeggeri (quest'ultimo principalmente nei primi decenni di attività), e saranno il solo gruppo di locomotive delle FMS ad essere ancora in attività nel 1974, quando la rete fu definitivamente chiusa.

L'aumentata necessità di trasporto che si ebbe nel territorio portò le FMS ad acquisire in seguito altre locomotive a vapore da altre amministrazioni ferroviarie italiane. Nello specifico entrarono in servizio nella rete:
- 2 locomotive Winterthur SLM prodotte in origine per le Strade Ferrate Secondarie della Sardegna tra il 1888 e il 1889[39][40]. Queste due macchine furono comprate dalle Ferrovie Complementari della Sardegna nel 1936[41], mantenendone la numerazione originaria delle SFSS (29 e 30, rispettivamente denominate Bologna e Padova[40]). Questi due rotabili furono utilizzati in prevalenza per i servizi meno impegnativi e come locomotive di manovra negli scali di Carbonia e Iglesias[42] sulla San Giovanni Suergiu - Iglesias.

Locomotiva Mallet ex Ferrovia Val di Fiemme nei pressi dello scalo portuale di Sant'Antioco Ponti. Prima di entrare nel parco rotabili FMS furono sottoposte a modifica dello scartamento per adeguarle ai binari da delle linee sulcitane.

- 9[43][44] locomotive Mallet Henschel prodotte in origine per la Ferrovia della Val di Fiemme nel 1916[44]. Le Ferrovie Meridionali Sarde acquisirono i rotabili nel 1937 da questa società attiva nel Trentino-Alto Adige. Essendo i binari di questa linea diversi come scartamento da quelli del Sulcis-Iglesiente fu necessaria la modifica delle locomotive, affidata alle Officine Meccaniche Reggiane che le adattarono nel 1938. Le FMS le immatricolarono coi numeri da 151 al 159, utilizzandole in prevalenza per il traino dei treni merci, in primis quelli per il trasporto del carbone[43], grazie alla loro potenza.

- 1 locomotiva Mallet Borsig prodotta in origine per la Ferrovia Centrale Umbra nel 1909[44]. La locomotiva fu acquisita dalla Ferrovia Appennino Centrale nel 1939, venendo impiegata soprattutto per il traino di convogli passeggeri[45]. Da notare come l'esemplare fosse immatricolato dalla FAC col numero 30, che essendo già impiegato nel parco FMS da una delle Winterthur ex FCS, fu tramutato dalla concessionaria della linea in M30.

Sempre nel 1939 ebbe inizio l'acquisizione da parte delle FMS di numerosi esemplari di locomotive R.370 delle FS che le utilizzavano nella propria rete a scartamento ridotto della Sicilia. Tra il 1939 e i primi anni cinquanta 22 esemplari di questi rotabili furono trasferiti nel Sulcis-Iglesiente per prestare servizio soprattutto per il traino dei treni merci.
Da sottolineare come solo 12 di queste locomotive furono acquisite direttamente dalle FMS: le altre 10 infatti erano state comprate dall'Azienda Carboni Italiani (ACaI), attiva nell'estrazione carbonifera nel Sulcis nonché azionista delle FMS, a cui furono noleggiate queste macchine. Inoltre essendo le R.370 nate per l'utilizzo su linee ad aderenza artificiale, prima di venire immesse in servizio sulla rete FMS furono private del sistema a cremagliera di cui erano dotate.
Il gruppo fu infine accantonato dalle FMS negli anni sessanta.

### Automotrici

Convoglio formato da automotrici ADe 300 e rimorchiate semipilota RPe in composizione multipla a San Giovanni Suergiu

Dagli anni trenta l'esercizio del servizio viaggiatori fu progressivamente attuato con materiale leggero, che al momento della chiusura della ferrovia era il solo adibito a espletare questo tipo di relazioni.
Le prime automotrici a entrare nel parco rotabili FMS furono nel 1936 4 littorine Fiat, denominate dalle Ferrovie Meridionali Sarde come ALn 200 e immatricolate coi numeri da 201 a 204. Questi esemplari, ad eccezione degli anni della seconda guerra mondiale in cui a causa della carenza di combustibili rimasero inutilizzate, furono i mezzi che svolsero la maggior parte dei treni passeggeri lungo la linea, lasciando ai treni a composizione ordinaria locomotiva-carrozze solo i servizi più affollati. Due delle unità furono successivamente modificate nelle testate dalle officine sociali nel 1966.
Nel frattempo però le ALn Fiat erano state affiancate nel 1960 da 6 nuove automotrici diesel elettriche ADe (e da quattro rimorchiate semipilota), immatricolate coi numeri da 301 a 306, del tutto simili alle ADe nel frattempo consegnate alle FCS. Questi mezzi costruiti da Stanga e TIBB, con motorizzazione FIAT, sostituirono le ALn 200 per l'effettuazione della maggioranza dei convogli passeggeri, venendo impiegate anche in composizione multipla (con punte anche di 6 rotabili tra automotrici e rimorchiate), lasciando alle meno potenti e capienti ALn 200 le relazioni meno impegnative.
Le ultime ALn 200 in esercizio furono definitivamente accantonate nel 1972, mentre le ADe 300 passarono alle FCS pochi mesi dopo la chiusura delle rete FMS. Due esemplari delle ADe ex FMS nel 2010 risultavano ancora utilizzati dall'ARST lungo le linee a scartamento ridotto del centro Sardegna.